# Le Contrat (film, 1946)
Pour les articles homonymes, voir Le Contrat.
Pour plus de détails, voir Fiche technique et Distribution.
Le Contrat, ou Du rêve au cauchemar (The Big Snooze en anglais), est un dessin animé réalisé par Bob Clampett dans la série de cartoons Looney Tunes qui sort en 1946, avec en vedette Bugs Bunny et Elmer Fudd.

## Synopsis
Quand Bugs roule Elmer trois fois en retournant vers le vide l'arbre où ce dernier se trouve, Elmer démissionne, énervé de devoir « chasser ce lapin dans chacun des fichus cartoons ». Il déchire même son contrat en mille morceaux et dit qu'il va maintenant se consacrer à la pêche ; il ajoute même « J'en ai ras-le-bol des lapins ! ». Bugs le supplie de revenir et qu'ils sont comme Roméo et Juliette, Laurel et Hardy (en retirant par accident son pantalon). En lui remettant son pantalon, il continue à supplier Elmer, qui, sans l'écouter, s'en va à la mare.
Quand Elmer dort, Bugs Bunny envahit ses rêves et les fait devenir des cauchemars pour Elmer. Quand Elmer se réveille, il revient reconstituer son contrat et demande à Bugs de recommencer leurs aventures.

## Distribution

### Version Française
- Guy Piérauld : Bugs Bunny (1er et 2nd doublage)
- Gérard Surugue : Bugs Bunny (3e doublage)
- Pierre Trabaud : Elmer Fudd (1er doublage)
- Francis Lax : Elmer Fudd (2nd doublage)
- Patrice Dozier : Elmer Fudd (3e doublage)